# Meymūnābād
Meymūnābād (persiska: میمون آباد, مِهمان آباد, مُحَمَّد آباد) är en ort i Iran.   Den ligger i provinsen Kurdistan, i den nordvästra delen av landet, 400 km väster om huvudstaden Teheran. Meymūnābād ligger 2 003 meter över havet och antalet invånare är 122.
Terrängen runt Meymūnābād är huvudsakligen kuperad, men österut är den platt. Terrängen runt Meymūnābād sluttar söderut. Runt Meymūnābād är det ganska tätbefolkat, med 72 invånare per kvadratkilometer. Närmaste större samhälle är Bolbolānābād, 5,2 km nordost om Meymūnābād. Trakten runt Meymūnābād består i huvudsak av gräsmarker.